# ロミニグ・クアメ
ロミニグ・クアメ・ンゲッサン（フランス語: Rominigue Kouamé N'Guessan、1996年12月17日 - ）は、コートジボワールとマリのサッカー選手。カディスCF所属。マリ代表。ポジションはMF。

## クラブ歴
ASレアル・バマコで選手となり、2016年にリールOSCに完全移籍。2017年8月6日の試合でフォデ・バロ＝トゥーレに代わって途中出場しリーグ・アン初出場を記録した。その後、パリFC、サークル・ブルッヘ、ESTACに期限付き移籍した。2020-21シーズンはリーグ・ドゥベストイレブンに選出される活躍を見せた。
2021年にESTACに完全移籍。
2023年9月1日、移籍期限最終日にカディスCFへ移籍し、3年契約を結んだ。

## 代表歴
生まれはコートジボワールだが、代表はマリを選択した。
2016年1月19日に行われたアフリカネイションズチャンピオンシップ2016のウガンダ代表戦で代表初出場。